# Peter Rotter
Peter Rotter (* 14. August 1955 in Schönebeck (Elbe)) ist ein deutscher Politiker (CDU) und ein ehemaliges Mitglied des Landtages Sachsen-Anhalt.

## Leben
Peter Rotter wurde im Jahr 1955 in Schönebeck (Elbe) als erstes von fünf Kindern geboren. Bis 1972 besuchte er die Polytechnische Oberschule und machte anschließend bis 1975 eine Berufsausbildung zum Maschinen- und Anlagenmonteur mit Abitur.
Bis 1981 war Rotter als Monteur bei CAS Staßfurt beschäftigt und zwischen 1981 und 1993 als Schlosser bei LPG Atzendorf. Seit 1993 ist er Klärwärter bei AZV Saalemündung Calbe (ruhend).
Seit 2008 ist Rotter Mitglied im Kreisvorstand Volksbund Deutsche Kriegsgräberfürsorge e. V. im Salzlandkreis. Seit 2009 ist er Mitglied im Ausschuss für Angelegenheiten der psychiatrischen Krankenversorgung des Landes Sachsen-Anhalt.
Rotter ist katholisch, seit 1981 verheiratet und hat zwei Kinder.

## Politik
Peter Rotter trat 1992 der CDU bei. Seit 1999 ist er Mitglied im Gemeinderat bzw. Ortschaftsrat Atzendorf-Förderstedt. Zwischen 1999 und 2006 war er CDU-Kreisvorsitzender in Schönebeck und von 2004 bis 2007 Mitglied im Kreistag Schönebeck. Seit 2007 ist Rotter stellvertretender Kreisvorsitzender des CDU-Kreisverbandes Salzland und war von 2007 bis 2009 Mitglied im Kreistag Salzlandkreis.
Im März 2006 wurde Rotter über den Wahlkreis 20 (Wanzleben) für die 5. Wahlperiode in den Landtag von Sachsen-Anhalt gewählt. Dort ist er Schriftführer beim Landtagspräsidenten sowie Mitglied im Ausschuss für Petitionen und im Ausschuss für Soziales. Bei der Landtagswahl 2011 gewann er das Direktmandat im Wahlkreis 17 (Staßfurt) und schaffte somit den Wiedereinzug in den Landtag.
Peter Rotter wurde am 18. Oktober 2012 zum Vorsitzenden des 13. Untersuchungsausschusses des Landtages von Sachsen-Anhalt (Fördermittelaffäre) gewählt.
Seit 2008 ist Rotter Landessozialsekretär bei der CDA Sachsen-Anhalt.